# 니시오구라촌
니시오구라촌(西小椋村)은 일본 시가현 에치군에 설치되었던 촌이다. 현재의 히가시오미시 중심부의 동단에 해당한다.